# استان نه آن
استان نه آن (به لاتین: Nghệ An Province) یک استان در ویتنام است که در منطقه شمال ساحل مرکزی واقع شده‌است.

## خصوصیات
استان نه آن ۱۶٬۴۸۷ کیلومترمربع مساحت و ۳٬۰۰۳٬۲۰۰ نفر جمعیت دارد.